# René Sparenberg
René Sparenberg (Semarang, 3 december 1918 – Yalaha (Florida), 1 juli 2013) was een Nederlands hockeyer. Hij maakte deel uit van het Nederlandse veldhockeyteam, en nam samen met dit team deel aan de Olympische Zomerspelen 1936. Daar wist het de derde plaats, en dus brons, te behalen. Sparenberg speelde individueel bij de Hilversumsche Mixed Hockey Club.
Sparenberg zat in de Tweede Wereldoorlog gevangen in een jappenkamp en moest ook meewerken aan de Birma-spoorlijn. Na de oorlog en de onafhankelijkheid van Nederlands-Indië emigreerde hij naar Curaçao, en later naar de Verenigde Staten. Hij overleed aldaar in juli 2013. Hij was op dat moment de oudste nog levende olympische medaillewinnaar en de laatste van de vooroorlogse Spelen.